# SC 브라가
흔히 SC 브라가 또는 브라가로 불리는 스포르팅 클루브 드 브라가(Sporting Clube de Braga)는 포르투갈의 축구 클럽으로, 1921년에 창단되었다. 현재 프리메이라리가에 속해 있으며, 포르투갈의 도시 브라가를 연고로 한다.

## 주요 성적

### 자국
- 프리메이라리가
  - 준우승 (1): 2009-10

- 포르투갈컵
  - 우승(1): 1965-66
  - 준우승 (3): 1976-1977, 1981-82, 1997-98

### 국제
- UEFA 인터토토컵

- 우승 (1): 2008

- UEFA 유로파리그

- 준우승 (1): 2010-11

## 선수 명단

### 현역
참고: FIFA 자격 규정에 따라 소속된 국가대표팀 국기를 표시합니다. 선수는 복수의 FIFA 비회원국 국적을 가지고 있을 수 있습니다.
| 번호 | 포지션 | 국적     | 이름              |
| ---- | ------ | -------- | ----------------- |
| 7    | FW     | 포르투갈 | 브루마            |
| 8    | MF     | 포르투갈 | 조앙 모티뉴       |
| 16   | MF     | 우루과이 | 로드리고 살라사르 |
| 21   | FW     | 포르투갈 | 히카르두 오르타   |

| 번호 | 포지션 | 국적 | 이름 |
| ---- | ------ | ---- | ---- |

## 역대 감독
| 감독            | 임기        |
| --------------- | ----------- |
| 움베르투 코엘류 | 1985 ~ 1986 |
| 조르즈 제주스   | 2008 ~ 2009 |
| 파울로 폰세카   | 2015 ~ 2016 |

틀:SC 브라가
틀:SC 브라가 감독